# Pedro Buenaventura Carrasco
Pedro Buenaventura Carrasco (Cochabamba, Virreinato del Río de la Plata, 14 de julio de 1780 - Buenos Aires, Confederación Argentina 13 de julio de 1839) fue un médico altoperuano que tuvo participación en el proceso de independencia de las actuales Argentina y Bolivia.

## Biografía
Era hijo de Pedro Carrasco y de Fabiana Zambrano.Estudió teología en la Universidad de Chuquisaca y medicina en la Universidad de San Marcos, en Lima, Perú, doctorándose en ambas profesiones. Posteriormente se instaló en Buenos Aires, por entonces capital del Virreinato del Río de la Plata. Prestó servicios médicos durante las Invasiones Inglesas y se incorporó como cirujano del Regimiento de Patricios. El 20 de mayo de 1808 confirmó sus títulos ante el Protomedicato del Río de la Plata presidido por Miguel O'Gorman, siendo designado por el mismo tribunal Teniente de Protomedicato para la ciudad de Cochabamba y su distrito, cargo que juró ante el Gobernador Intendente Francisco de Biedma el 11 de noviembre de 1808.
De regreso al Alto Perú participó en la Revolución de Chuquisaca de 1809 y en la Revolución de Cochabamba de 1810. En el cabildo abierto del 28 de septiembre realizado a los efectos de nombrar el diputado a ser enviado a Buenos Aires, Carrasco obtuvo 22 votos y destacó por su decidido apoyo al nuevo régimen. Dice Manuel Paz en nota a Juan José Castelli del 15 de diciembre de 1810 que Carrasco «se presento con el mayor descaro en el cabildo abierto, perdió el respeto a todo el régimen, palmeando la mesa y hablando con una orgullosa libertad». Participó desde su oficio en el combate de Aroma del 14 de noviembre. Fue el encargado de recibir en la ciudad al representante de la Primera Junta, Juan José Castelli. Éste lo nombró Ministro Tesorero de las Reales Cajas de Cochabamba el 17 de febrero de 1811.
Huyó hacia el sur después de la batalla de Huaqui y fue cirujano mayor del Ejército del Norte a órdenes de Manuel Belgrano. Pese a lo precario de sus condiciones y a contar sólo con dos cirujanos de ejército (Antonio Castellanos Saravia y Baltasar Texeirina) y un boticario, además de sus funciones específicas auxilió en las tareas militares y antes de la batalla de Tucumán transportó armamentos para el ejército patriota. Abandonó el Ejército cuando fue elegido diputado a la Asamblea del Año XIII; no obstante, más tarde fue reemplazado por otro diputado, que tampoco llegó a incorporarse a la Asamblea.
Tras algunos años de oscuridad, a fines de 1815 fue nuevamente elegido diputado, esta vez al Congreso de Tucumán. Por prestar servicios médicos, no se incorporó al Congreso hasta el mes de agosto, después de la Declaración de la Independencia de las Provincias Unidas del Río de la Plata. Tras la instalación del Congreso en Buenos Aires, formó parte —junto con Darregueira y Castro Barros— de la comisión que asesoró al Director Supremo Juan Martín de Pueyrredón en las negociaciones con Portugal para obtener la devolución de la Banda Oriental. Durante los meses de enero, febrero y marzo de 1818 ejerció la presidencia del congreso y le tocó presidirlo en la sesión del 25 de febrero de 1818 en la que se trató del símbolo que debía distinguir a la bandera argentina de guerra y a la banda que serviría de divisa a los jefes de Estado.
Participó de la redacción de la Constitución de 1819 que firmó como vicepresidente del cuerpo.
Durante la Anarquía del Año XX estuvo preso y fue sometido a juicio; las complicaciones políticas impidieron que se llevara adelante el juicio. Pasó el resto de su vida dedicado a su profesión de médico, sin participar en absoluto en política.
Creada la Academia Nacional de Medicina en 1822, Carrasco fue uno de los 15 académicos de número que la integraron y fue elegido vicepresidente el 7 de octubre de ese año.
Falleció en Buenos Aires el 13 de julio de 1839.
Estaba casado con Florencia Pereyra de Lucena y Pelliza, hija de José Pereyra de Lucena, capitán del Regimiento de Voluntarios de Caballería de Buenos Aires y de María Inés de Pelliza. Su hijo Benito Carrasco sería un influyente jurista, que llegaría a ocupar un cargo de Ministro de la Corte Suprema de Justicia de la Nación Argentina. Tuvo otros cuatro hijos: Pedro, comerciante, Eugenio, Rufina y Dolores Carrasco y Pereyra de Lucena.